# TAXi②
『TAXi②』（タクシー・ツー）は、カーアクション・コメディーが中心のフランス映画『TAXiシリーズ』の第二作である。リュック・ベッソンが製作・脚本を、ジェラール・クラヴジックが監督を担当し、2000年8月12日に公開された。

## ストーリー
サミットのため訪仏した日本の防衛庁長官が、マルセイユ警察のマフィア対策を視察しに訪れた。しかし滞在中、長官とエミリアンの恋人のペトラが、カタノ率いる三菱・ランサーエボリューションVIに乗った日本のヤクザに誘拐されてしまう。
首謀者である北日本の大親分ユキ・ツモトは、日本とフランスで調印される予定の条約に反対し、調印式妨害と日仏の国交断絶を画策。催眠術のプロを2人送り込み、長官をマインドコントロールし、大統領ジャック・シラクを含むフランス政府要人を殺害させようとしていた。
エミリアンは、友人のスピード狂なタクシードライバー・ダニエル、長官のSPとして派遣された諜報部員ユリと共に、ダニエルの彼女リリーの父親でもあるフランス陸軍幹部のベルティノー将軍の協力を得て、拉致された2人の救出にパリへと向かうのであった。

## 登場人物
ダニエル・モラレース
演 - サミー・ナセリ
本作の主人公。今作では恋人のリリーの父親であるベルティノー将軍と対面し、最初は懸念されるが持ち前の機転を利かせてなんとか将軍に気に入られる。
その後、日本の防衛庁長官歓迎パーティーに遅刻しそうになった将軍をいつもの暴走運転で空港まで送って行ったことがきっかけで、長官の送迎用特別車両『コブラ』の運転手に指名されるが、その最中にカタノ達ヤクザ集団に襲われて、長官を誘拐されてしまい、なし崩し的にエミリアンやジベール、ベルティノー将軍らと共に長官救出に赴く羽目になってしまう。
ユリとは序盤の空港で既に対面していたため、面識があり、そのため後半では正体を明かした彼女の協力を得てヤクザ達の目的を知ることとなる。
終盤、将軍の協力を得てエミリアン、ユリと共にパリへ向かう。
エミリアン・クタン=ケルバレーク
演 - フレデリック・ディーファンタル
前回の事件を経てペトラとは恋人関係になったが、持ち前のドジと不運さは相変わらず。
今作では27回目にしてようやく路上試験に合格 し、晴れて運転免許を獲得したが、その際にも店に車を突っ込ませるなど肝心の運転技術は前作からほとんど成長していない。
長官のために行っていたマルセイユ警察のマフィア対策実演のための余興の任務中にペトラにプロポーズをしようとするが、その最中にペトラを誘拐されてしまい、ダニエルに協力を頼みヤクザ集団を追う。
終盤、ダニエル、ユリと共に長官とペトラを救出すべくパリに向かう。
リリー・ベルティノー
演 - マリオン・コティヤール
ダニエルの恋人で、ベルティノー将軍の娘。
ダニエルとの関係は熱々であるが、事件に巻き込まれてなかなか二人っきりになることができないことに苛立つあまり、度々、ダニエルの携帯に電話して彼を叱責する。
父親である将軍の戦争体験談には嫌気を感じており、彼の元に赤電話（軍からの緊急連絡）がかかってきた際には「奇跡よ」と喜んでいた。
ペトラ
演 - エマ・シェーベルイ
エミリアンの恋人で、マルセイユ警察の優秀な警部補。
日本の防衛庁長官歓迎に際して、日本語ができるという意外な特技を披露するが、そこをヤクザ達に目を付けられて長官と共に誘拐されてしまう。
空手の達人でもあり、その腕前はエミリアンを圧倒し、ヤクザ達の部下の忍者軍団と互角に渡り合うほど。
ジベール
演 - ベルナール・ファルシー
マルセイユ警察の署長。エミリアン以上に間が抜けているダメ上司。
日本の防衛庁長官歓迎に一人熱を燃やし、長官歓迎のために必死に日本の挨拶を覚えようとしたり、長官護衛用の特殊車両『コブラ』を特注したり、本物のミサイルを使用した大がかりな余興襲撃（ダニエル曰く「やらせ」）など、様々なイベントを用意していたが、自身の判断ミスがきっかけで長官が誘拐される。すぐさまマルセイユ警察総勢力で長官救出作戦を決行し、自身も忍者もどきの衣装を身にまとい降下奇襲部隊に参加するが、エミリアンのミスによってロープをつなげていないまま飛び降りたため、大怪我を負ってしまった。
彼の負傷と同時にマルセイユ警察も行動不能に陥り、結局ダニエルとエミリアンのみで長官救助を行うことになる。
エドモンド・ベルティノー将軍
演 - ジャン＝クリストフ・ブーヴェ
フランス陸軍の重鎮で、リリーの父親。
根っからの軍人であり、自らの戦績や戦争体験を他人に延々（リリー曰く「3時間はぶっ通し」）と話すことを趣味にしている。
当初は娘の恋人であるダニエルを快く思っていなかったが、ダニエルの機転を利かせた褒め言葉で気分を良くし、さらにその後に長官歓迎パーティーに遅刻しそうになったところを彼のタクシーで見事ギリギリ間に合うことが出来たためすっかり気に入って、長官の送迎用特別車両『コブラ』の運転手に指名するがそれがきっかけでダニエルは今回の事件に巻き込まれることとなる。
部下からの人望や威厳はあるが、長官救助作戦では誰よりも先に居眠りをして、その後病院でダニエルに起こされるまでまったく起きないという、どこか抜けたところがある。
前述したパーティー会場までダニエルに送迎してもらった際に「借りを返す」と約束しており、終盤の長官救助作戦ではダニエルのタクシーを補給機でパリ上空まで輸送し落下傘を装備させて投下したり、戦車をダニエルが指定した場所に配置するなど後方支援で彼らをサポートする。
アラン
演 - エドゥアルド・モントート
マルセイユ警察の刑事でエミリアンやペトラの同僚。黒人。
エミリアンにとって数少ない友人の一人であるが、エミリアンにはぞんざいに扱われている。
ジベールの突拍子のない行動や間抜け振りに振り回される苦労人。
ユリ
演 - ツユ・シミズ
防衛庁長官のSPとして日本政府から派遣された諜報部員の女性。
序盤にスチュワーデスの恰好で長官の専用機から現れたところをダニエルと遭遇している。
その後は警察官や看護婦などに変装して独自に長官救助のための情報収集に徹していたが、後に病院にて犯人グループの目的の核心に迫ったダニエルとエミリアンの前に現れ、長官を救出すべく彼らと共にパリに向かう。
SPだけあってその戦闘能力は高く、ペトラとの連携で犯人グループの忍者集団3人相手に互角に渡り合い勝利するほど。
冷静沈着だが、都合が悪いことに遭遇すると悪態 をつくなど、気性の荒い一面もある。
テニムラ長官
演 - 平田晴彦
日本からマフィア対策の視察のためにマルセイユに訪れた日本の防衛庁長官。
劇中では単に「長官」と呼ばれているが、ジベールは当初は名前で呼ぼうとしていた。
ダニエルの運転する送迎用特別車両『コブラ』で、マルセイユを案内されていた最中にヤクザ集団に襲撃されて誘拐されてしまう。
ダニエルの運転技術を高く評価しており、終盤では彼を「日本で自分の（お抱え）運転手にしたい」と話す。
カタノ
演 - コウ・スズキ
長官を狙う日本のヤクザ集団のリーダー（若頭）。使用する車は黒のランエボVI。
作戦を遂行するために適当な一般車両を銃撃して横転させて、足止めに使うなど性格は非情かつ冷徹。
終盤、ダニエル達に長官を奪還され、慌てて部下のヤクザ集団を率いて3台のエボVIでダニエルのタクシーを徹底的に追い駆けるが、ベルティノー将軍のサポートを受けたダニエルの策略に陥れられ、パリ市内の地下トンネルの外を封鎖していたフランス軍の戦車隊の前に誘い込まれ、最後は待ち伏せていたフランス軍の部隊によって部下共々拘束された。
ジャック・シラク
演 - ジャック・シラク
フランスの大統領で、ジャック・シラク本人。シャンゼリゼ通りでの軍事パレードを行進するタクシー（プジョー・406）を指して、驚く日本の総理大臣に「新しい秘密兵器です。超高速タクシーですよ。」と丁寧に説明する。
リオネル・ジョスパン
演 - リオネル・ジョスパン
フランスの首相で、リオネル・ジョスパン本人。終盤の軍事パレードでシラク大統領とともに登場。
ニンジャたち
演 - ヤマカシ
ヤクザ集団の一味のニンジャたち。パルクールを駆使しながらヤクザたちと共謀して長官の誘拐を行う。フランスのパルクールチームであるヤマカシが演じている。

## 日本語吹替
| 役名                            | 俳優                           | 日本語吹替                                              | 日本語吹替                                                                              |
| 役名                            | 俳優                           | ソフト版                                                | フジテレビ版                                                                            |
| ------------------------------- | ------------------------------ | ------------------------------------------------------- | --------------------------------------------------------------------------------------- |
| ダニエル・モラレース            | サミー・ナセリ                 | 石塚運昇                                                | 大塚明夫                                                                                |
| エミリアン・クタン=ケルバレーク | フレデリック・ディーファンタル | 松本保典                                                | 関俊彦                                                                                  |
| リリー・ベルティノー            | マリオン・コティヤール         | 杉村理加                                                | 岡村明美                                                                                |
| ペトラ                          | エマ・シェーベルイ             | 沢海陽子                                                | 高乃麗                                                                                  |
| ジベール署長                    | ベルナール・ファルシー         | 水野龍司                                                | 富田耕生                                                                                |
| エドモンド・ベルティノー将軍    | ジャン＝クリストフ・ブーヴェ   | 佐々木梅治                                              | 内海賢二                                                                                |
| アラン                          | エドゥアルド・モントート       | 檀臣幸                                                  | 乃村健次                                                                                |
| ユリ                            | ツユ・シミズ                   | 野沢由香里                                              | 塩田朋子                                                                                |
| カタノ                          | コウ・スズキ                   | 本人の声を流用                                          | 本人の声を流用                                                                          |
| 防衛庁長官                      | 平田晴彦                       | 本人の声を流用                                          | 本人の声を流用                                                                          |
| 長官の通訳                      | ヒロユキ・ヤナギサワ           | 吉田孝                                                  | 長島雄一                                                                                |
| リリーの母                      | フレデリック・ティルモン       |                                                         | 沢田敏子                                                                                |
| ベルトラン大佐                  | エミール・ジェラール           | 長克巳                                                  | 小室正幸                                                                                |
| ピカール大佐                    | ジャック・ビュロン             | 中博史                                                  | 上田敏也                                                                                |
| 国防大臣                        | マルク・フォール               |                                                         | 石森達幸                                                                                |
| 乗客                            | フィリップ・デュ・ジャネラン   |                                                         | 上田敏也                                                                                |
| ファロ病院の医師                | リチャード・ゲジ               | 中博史                                                  | 岩崎ひろし                                                                              |
| 妊婦の夫                        | ミシェル・ミュラー             |                                                         | 後藤哲夫                                                                                |
| その他                          | N/A                            | 山像かおり 緒方愛香 星野充昭 小野健一 遠藤純一 高瀬右光 | 石森達幸 竹村拓 水内清光 田原アルノ 引田有美 小形満 宗矢樹頼 長嶝高士 樫井笙人 三宅健太 |
| 日本語版スタッフ                |                                |                                                         |                                                                                         |
| プロデューサー                  |                                |                                                         | 前田久閑                                                                                |
| 演出                            |                                | 蕨南勝之                                                | 安江誠                                                                                  |
| 翻訳                            |                                | 伊藤美穂                                                | 松崎広幸                                                                                |
| 調整                            |                                | 佐藤隆一                                                | 藤樫衛                                                                                  |
| 制作                            |                                | ビデオテック                                            | グロービジョン                                                                          |

- ソフト版：VHS・DVD・BD収録
- フジテレビ版：初回放送2002年4月13日『ゴールデンシアター』

## 登場車種

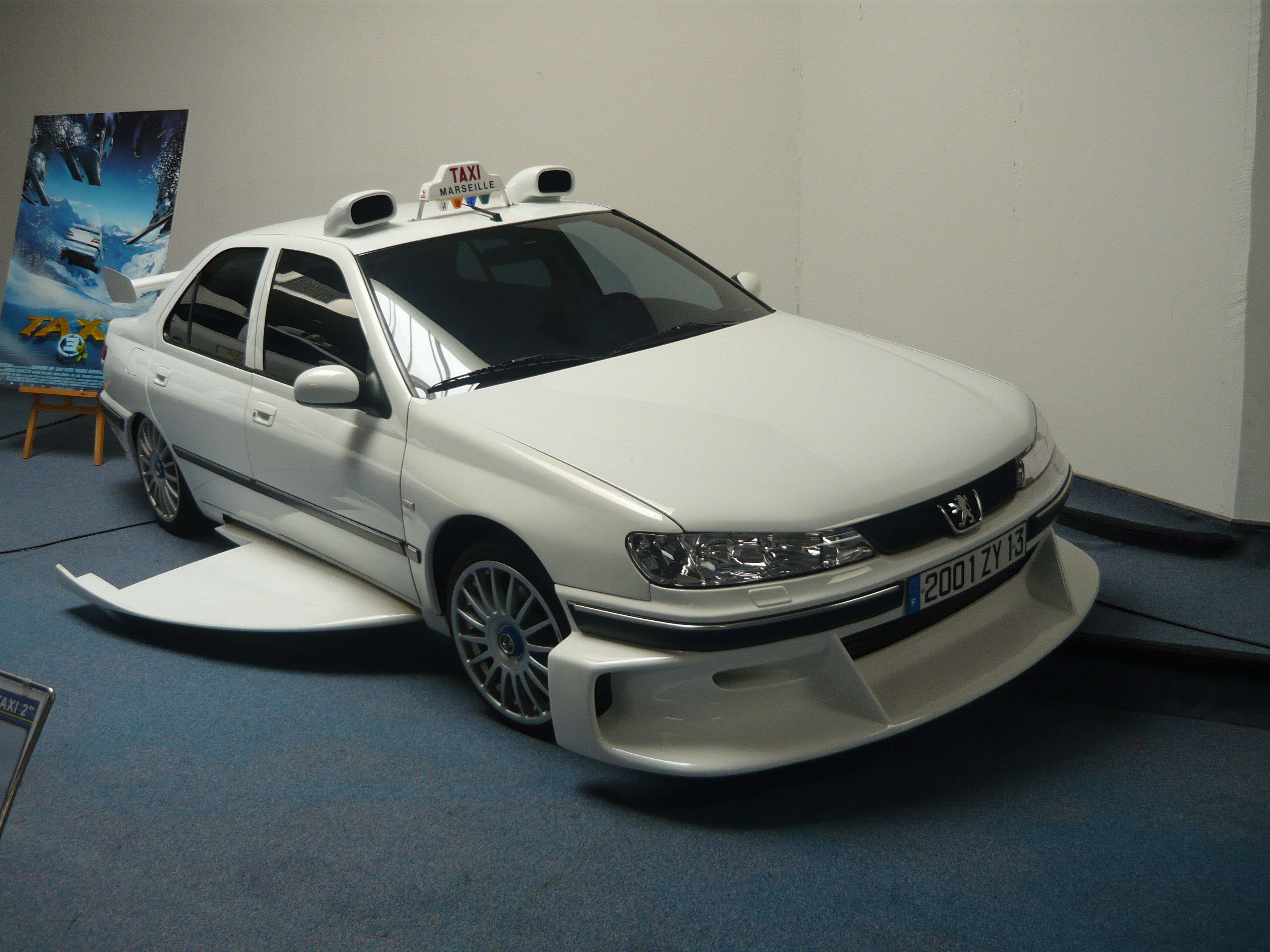
改造プジョー406
（主翼展開時）

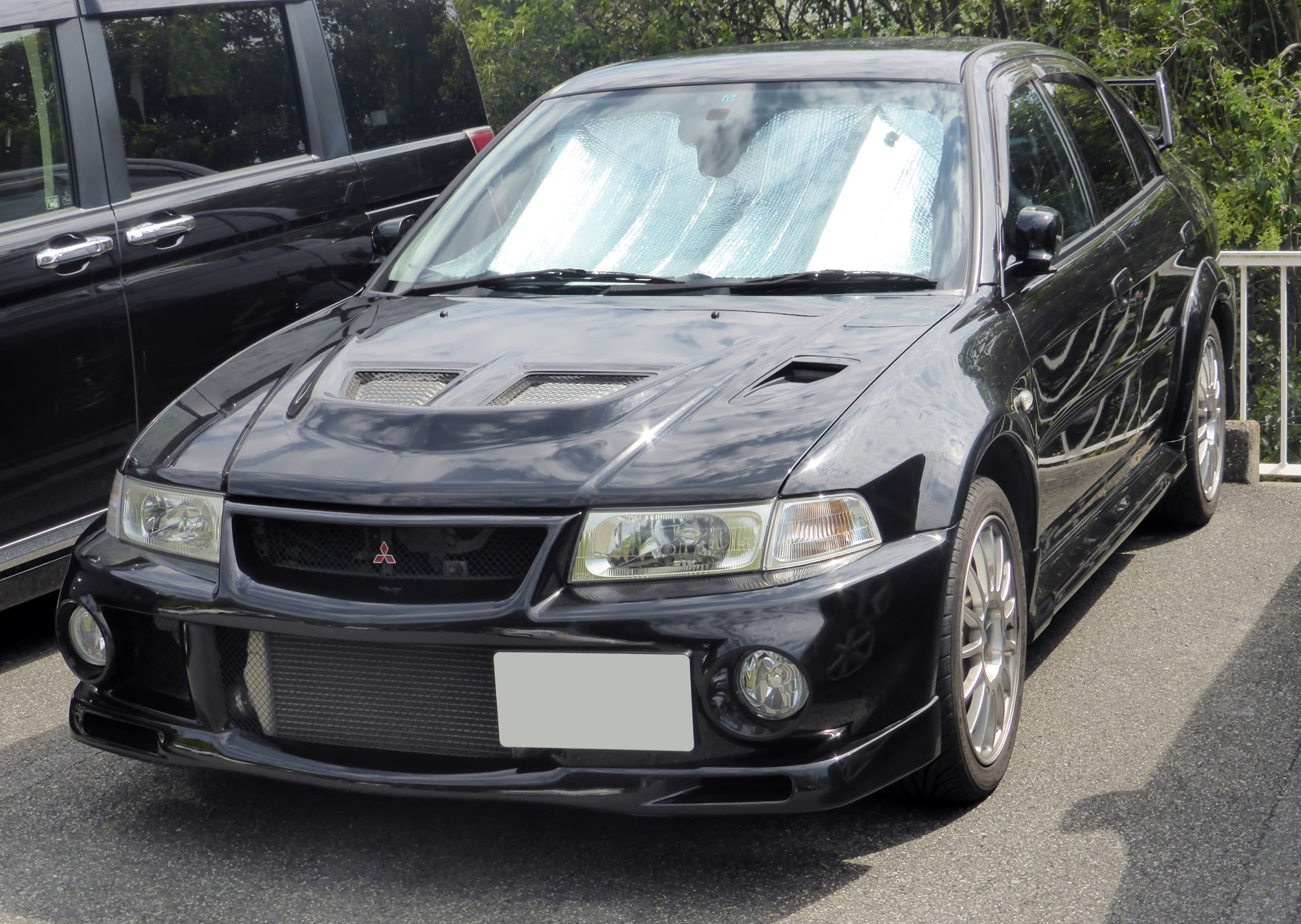
ランエボVI

プジョー・406
車自体が前期モデルから後期モデルへと変わっている（車両ナンバーは2001ZY13）。
それに加え、バンパーのデザインが変更されている。
最高時速300km/hオーバーのために高速道路走行シーンでスピード違反取締り中の白バイが風圧でなぎ倒されている（このシーンでのスピードは306km/h。警官が「306(Km/h)?」「いや、306（プジョーの車種）じゃなくて406だ」という小ネタを挟んでいる）。
乗客が確実に嘔吐してしまうため、目的地に到着した際には自動的にエチケット袋が飛び出る。また、ボタン一つで車両の両側から主翼が飛び出し、車内の操縦桿を操作してジャンプ時の飛距離と角度をコントロールできる（推進力が無いため自力で飛行することはできず、地形や地上の構造物でジャンプした後に滑空するのみである）。
三菱・ランサーエボリューションVI
劇用車は左ハンドル（劇中車は、欧州仕様車「カリスマGT」を使用していた）。
日本で調達して船で直接持ち込んだという設定のため、ナンバープレートは千葉ナンバーである。本来であれば国際ナンバーかつ3ナンバーとなるが、国内ナンバーかつ5ナンバーとなっている。
各車のナンバーは以下の通り。
- 1号車・・・「千葉52 つ 87-92」
- 2号車・・・「千葉52 つ 87-94」
- 3号車・・・「千葉52 つ 87-96」

リーダーのカタノは、3号車に乗車していた。
車両提供は、三菱自動車工業のドイツにおける販売会社MADGが行った。
メルセデス・ベンツ・Eクラス（W124）
マルセイユ警察の特殊部隊の実力をアピールする模擬戦闘シーンで、テロリスト役の集団が使用した車。
ボディカラーはシグナルレッド(カラーコード568)で、前期型ボディかつ8穴ホイールであるから1993年型である。
フォグ無しのナローフェンダーなので前作に登場した500Eではないことが分かる。
現場に乗りつけた後は銃撃から身を守る盾として使われていたが、特殊部隊員にワイヤーを撃ち込まれ、そのワイヤーを牽引する2台のバギーカーに引きずられていき、盾を失ったテロリスト役はあっさり取り押さえられた。
特別送迎車「コブラ」
マルセイユ警察の威信をかけて開発された、要人送迎用の特殊自動車。外見は明らかに605であるが、車体全体が艶消しのダークグレーで塗装され、V12エンジンを搭載している。また、ホイールも専用の物を装備している。
車体全体が防弾仕様になっている他、車体各所に備えられたセンサーとカメラで障害物や不審人物を感知し、ミサイルすらも専用コントローラーの操作によって反らすことが出来る他、人工衛星による常時監視で鉄壁のセキュリティ体制を誇る。車の始動・停止には専用のコマンドを音声入力しなければならず、強奪することも困難である。
ただし、ジベール署長が開発に関わったせいか間抜けな部分が多々あり、耐衝撃センサーの感度が最大の状態の場合、ボディに軽くタッチしただけで車内のエアバッグが一斉に膨らみ、車内にいる人間を押しつぶしてしまう。この機能のせいでテストドライバーが失神状態に陥った。ミサイルを反らす機能も、『反らしたミサイルをどこに飛ばすのか』までは考慮しておらず、劇中ではどこかの海に停泊していたクルーザーに直撃して木端微塵に破壊した。
防弾仕様なのだが、何故か天井が重機に使われる鉄の爪で簡単に穴が開いてしまう。
エンジンの始動には「Ninja（ニンジャ）」、停止には「Niak（DVD版訳：トノサマ、TV版訳：チョウカン）」というコマンドを音声入力する必要がある。Niakとはアジア人を意味する俗語。この音声入力システムは融通がきかず、ちょっとした会話にこれらの単語が混ざっただけでエンジンが急始動/停止する。そのせいで後続車に追突されかけたシーンも見られた。なお、この車が披露された時に流れた曲はロッキーのテーマ曲である。
プジョー・306MAXI
冒頭で登場するラリーカー。ドライバーはジャン＝ルイ・シュレッサー、コ・ドライバーはアンリ・マーニュ。一流の走りにもかかわらずダニエルのタクシーに「観光客がチンタラ走ってやがる」とパッシングで煽られたうえに観客の前でリアバンパーを小突かれ、ヘアピンコーナーで強引にインを突かれてあっさりと抜き去られる。
AMX-30
終盤に登場する戦車で、1982年からフランス軍に配備された改良型のB2型である。

## 備考

### 日本の設定と実際のずれ
欧米映画において日本の設定は、しばしば実際の日本とはかけ離れたものとなることがあるが、本作でもそれは目立つ。本作は日本を舞台にしたり、日本文化を紹介する映画ではないので、製作者のイメージで作られた日本観 が展開する。
- 防衛庁（現：防衛省）が警察の視察を行なっている。実際の日本では警察庁が治安維持を担っているので、防衛関係の高官が警察を視察することは稀有である。製作者は、フランスの国家憲兵隊と同様に、日本でも地方の警察業務を憲兵隊が管轄しているように描写をしている。この設定は後に公開されるジャン・レノ主演の『WASABI』でも見受けられる。
- ヤクザが支配しているのは“北日本”地域とされているものの、日本では東西で分けている名称が多い（一部テレビ局[14] の名称で使用しているくらい）。
- 劇中登場した催眠術師の服装や髪型が日本の伝統的な髪型とは、ずれている。むしろ他のアジアの国の服装に類似している点がある。

## シリーズ作品

### フランス・オリジナル版
- TAXi（1998年）
- TAXi③（2002年）
- TAXi④（2007年）
- TAXi ダイヤモンド・ミッション（2018年）

### アメリカ・リメイク版
- TAXI NY（2004年）